# Simon Strobel
Simon Strobel (Würzburg, 8 oktober 1986) is een Duits voormalig wielrenner die in 2015 reed voor Team Novo Nordisk. Net als de rest van die ploeg leidt hij aan diabetes mellitus.

## Carrière
Toen Strobel veertien jaar was werd hij gediagnosticeerd met suikerziekte. In 2015 tekende hij een profcontract bij Team Novo Nordisk, nadat hij eerder een seizoen voor de opleidingsploeg reed. Zijn debuut maakte hij in de Ronde van de Filipijnen, waar hij in de tweede etappe zijn ploegmaat Scott Ambrose aan de overwinning hielp.

## Ploegen
- 2015 –  Team Novo Nordisk

## Trivia
- In 2013 rondde hij zijn medicijnenstudie aan de Johannes Gutenberg Universiteit af.

Ambrose · Cherhal · Clancy · Cremers · De Mesmaeker · Dilley · Glasspool · Henttala · de Keijzer · Lefrançois · Lozano · Mejías · Peron · Planet · Raeymaekers · Strobel · Verschoor · Williams · Kamstra (stagiair)
- Gemeinsame Normdatei: 1046299743
- Virtual International Authority File: 305933281
- WorldCat: E39PBJtrXpyKf9yxbgB6WktR8C